# Воинешти (Браила)
Воинешти (рум. Voinești) насеље је у Румунији у округу Браила у општини Максинени. Oпштина се налази на надморској висини од 8 m.

## Становништво
Према подацима из 2002. године у насељу је живело 110 становника, од којих су сви румунске националности.